# Blase (Leistungssport)
Als Blasenkonzept (auch Corona-Blase, Corona-Bubble) wird insbesondere im Leistungssport ein Ansatz bezeichnet, der die Durchführung von Veranstaltungen während der COVID-19-Pandemie ermöglichen soll. Dafür werden die Teilnehmer und ihre Betreuer von Außenstehenden räumlich isoliert, um Ansteckungen mit der Coronavirus-Krankheit und damit den Ausfall der Veranstaltungen zu vermeiden. Anwendung fand das Blasenkonzept beispielsweise in der nordamerikanischen Basketballliga NBA (2020 NBA Bubble) oder während großer Tennis- und Handballturniere.

## Konzept und Kritik
Um zu verhindern, dass sich Sportturniere zu besonderen Risikozonen bei der COVID-19-Übertragung entwickeln, setzten die Veranstalter solcher Turniere ab Sommer 2020 auf ein zumeist mehrstufiges Verfahren. Dazu zählten etwa im Fall der LPGA Tour regelmäßige Coronatests und eine sieben- bis zehntägige Quarantäne nach der Ankunft. Die britische Regierung verpflichtete Veranstalter bei der Durchführung von Sportereignissen dazu, die Kontakte sämtlicher Teilnehmer auf andere für die Blase akkreditierte Personen zu beschränken (mit der Ausnahme dringender medizinischer oder rechtlicher Gründe).
Mit unterschiedlichen Ausprägungen wurde das Prinzip der Corona-Blase in verschiedenen Sportarten genutzt. Mehrere US-Sportligen griffen auf das Blasenkonzept zurück, um etwa die NBA-Spielzeit 2019/20 in einer eigenen Isolationszone zu beenden. Eine US-amerikanische Epidemiologin bezeichnete im Juli 2020 die Sport-Bubbles als gute Möglichkeit um zu untersuchen, ob auch Bildungseinrichtungen mit einem entsprechenden Konzept wieder öffnen können. Das Wall Street Journal bezeichnete im gleichen Monat die ersten Erkenntnisse als ermutigend. Das Blasenkonzept fand Verwendung sowohl bei auf einen Ort begrenzten Großereignissen wie den Tennis-Grand-Slam-Turnieren als auch bei täglich den Ort wechselnden Veranstaltungen wie der Tour de France 2020 sowie in verschiedenen Wintersportarten.
Eine etwa vom Sportmediziner Hans-Georg Predel geübte Kritik an dem Konzept weist auf die Verwundbarkeit der Corona-Blasen hin: Durch einen einzigen Coronafall werde die gesamte Blase „potenziell nutzlos“, zudem bestehe die Gefahr fehlerbehafteter Tests.